# Banco de Portugal (Porto)

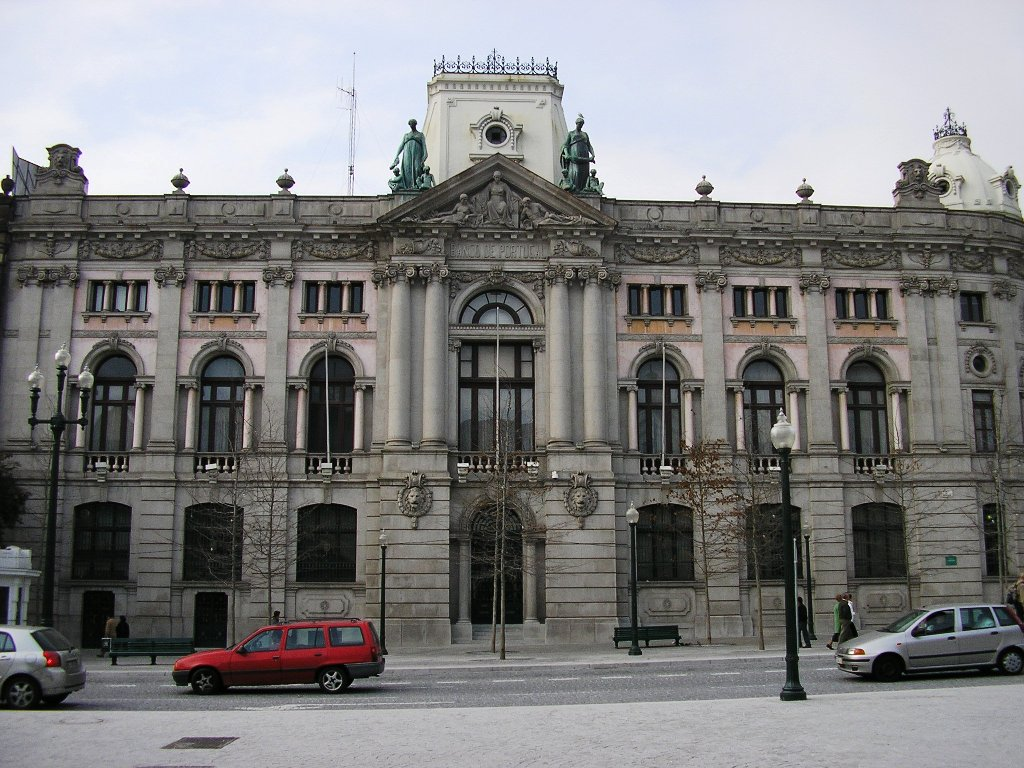
Fachada Princial - Praça da Liberdade

Em 1917, o Banco de Portugal comprou um terreno à Câmara do Porto na Rua do Almada e Praça da Liberdade, aproveitando a oportunidade surgida pela abertura da Av. dos Aliados e, disposto a aí construir um edifício de raiz, com as características exigidas pela nova via de comunicação. Em 1918, adquiriu ainda novo imóvel e terreno, na Viela da Polé.
Em 1918, o anteprojeto do edifício é entregue aos arquitetos Ventura Terra e José Teixeira Lopes. A arquitetura do edifício tinha em conta a harmonia entre os serviços comerciais, o serviço do Tesouro, o público e os empregados. Deu-se especial atenção aos materiais empregues (granito e mármore), às modernas técnicas de ventilação, iluminação e aquecimento.
Com a morte dos dois arquitetos o projeto definitivo viria a ser elaborado pelo Eng.º José Abecassis e apresentado em 1922. A estrutura do frontão e as duas estátuas laterais em bronze, são da autoria do escultor José Sousa Caldas.
Na construção do edifício surgiram problemas, relacionados com característica dos terrenos de natureza alagadiça, o que prolongou os trabalhos até Abril de 1934, data da inauguração do novo edifício.